# Максимівська сільська рада (Карлівський район)
Максимівська сільська рада — колишній орган місцевого самоврядування у Карлівському районі Полтавської області з центром у селі Максимівка.

## Населені пункти
Сільраді були підпорядковані населені пункти:
- c. Максимівка
- с. Володимирівка
- с. Давидівка
- с. Короленківка
- с. Павлівщина
- с. Тарасівка